# Araneus allani
Araneus allani este o specie de păianjeni din genul Araneus, familia Araneidae, descrisă de Levi, 1973. Conform Catalogue of Life specia Araneus allani nu are subspecii cunoscute.